# 松柏目
松柏目（学名：Pinales）在生物分类学上是松柏纲中的一个目，傳統分类上的裸子植物门包括五個纲（松柏纲、蘇鐵纲、銀杏纲、買麻藤纲、红豆杉纲）。現因此五支裸子植物並非單系群，而將其中四支同被子植物一起並列爲種子植物之下的五個門，红豆杉目和松柏目合并到一个纲中。

## 特征
松科乃裸子植物門類中所佔最多的一科，佔所有裸子植物三分之一。
在被子植物佔領地球表面時，松柏類演化出能適應高寒地區的構造，使在新生代較近期的冰河時期中再度成為高緯度山區或高原的優勢植物。
有常綠或落葉（金錢松與落葉松）喬木兩種，莖幹端直；葉線形或針形，線形葉扁平，針形葉2-5針成一束；花單性，雌雄同株，雄球花單生葉腋（稀苞腋）或枝頂，稀簇生（金錢松、油杉），具多數雄蕊，每雄蕊具2花葯，藥室縱裂、橫裂或斜裂，花粉的兩側有顯著的氣囊或無氣囊（落葉松、黃杉），或具退化氣囊（鐵杉組）；雌球花由多數苞鱗和珠鱗組成，每珠鱗的腹（上）面基部著生兩枚倒生胚珠，受精後珠鱗迅速增大發育成種鱗。球果直立或下垂，當年成熟或翌年（稀第三年）成熟，種鱗扁平，木質，稀近革質，宿存或熟後脫落（冷杉、雪松、金錢松）；苞鱗生於種鱗的背面，彼此離生，僅基部合生，較長而外露或不露出，或短小而位於種鱗基部；種子具膜質長翅，稀無翅或近無翅（個別松樹），下面有樹脂囊或無；胚具2～16枚子葉，發芽時出土，稀不出土（油杉）。 
松科共10屬約230種，主要分佈於北半球，為森林的主要樹種，在高緯度與高海拔山地，幾乎全是由松科植物組成的林地。

## 分类
本目包括6科如下：
- 南洋杉科 Araucariaceae
- 柏科 Cupressaceae
- 松科 Pinaceae
- 羅漢松科 Podocarpaceae
- 金松科 Sciadopityaceae
- 紅豆杉科 Taxaceae（ 包含三尖杉科 Cephalotaxaceae）

## 用途
松科植物多為高大的喬木，生長通常較快，木材蓄積量多，為建築用材和工業用材的主要來源。有些樹種為著名的園林綠化與觀賞植物，如金錢松、雪松等。
松科植物的化學成分較複雜，其共同的特點是多含有樹脂及揮發油，缺乏生物鹼，缺少雙黃酮。樹脂貯存在樹脂道內，與揮發油共存。樹脂中含有多種有機酸（如松香中含有90％以上的樹脂酸），還有樹脂醇、樹脂酯及大量的樹脂烴類。揮發油含於針葉及樹脂中，揮發油中含有多種烯類。松科植物種子油中均含有不常見的3種共存的特徵脂肪酸，對順-5,9十八碳二烯酸（18:2）、順-5,9,12十八碳三烯酸（18:3）和順-5,11,14，二十碳三烯酸。